# Dysstroma suspectata
Dysstroma suspectata är en fjärilsart som beskrevs av Heinrich Benno Möschler 1874. Dysstroma suspectata ingår i släktet Dysstroma och familjen mätare. Inga underarter finns listade i Catalogue of Life.